# Margarita Wojska
Margarita Wojska, bułg. Маргарита Боянова Войска (ur. 3 kwietnia 1963 w Sofii) – bułgarska szachistka, arcymistrzyni od 1985 roku.

## Kariera szachowa
Od początku lat 80. XX wieku należy do ścisłej czołówki bułgarskich szachistek. Pomiędzy 1980 a 2008 wystąpiła we wszystkich w tym okresie rozegranych piętnastu szachowych olimpiadach (w tym siedmiokrotnie na I szachownicy) i jest pod tym względem rekordzistką w swoim kraju. Jedyny olimpijski medal zdobyła w roku 1984 w Salonikach, gdzie szachistki bułgarskie zajęły II miejsce. Poza tym sześciokrotnie reprezentowała barwy narodowe w drużynowych mistrzostwach Europy (w latach 1992–2009), najlepszy wynik osiągając w roku 2005 w Göteborgu (zespół bułgarski zajął wówczas IV miejsce).
W czasie swojej kariery szesnastokrotnie zdobyła medale indywidualnych mistrzostw Bułgarii: 11 złotych (1982, 1983, 1984, 1998, 2002, 2003, 2004, 2006, 2007, 2009, 2010), 2 srebrne (1986, 1993) i 3 brązowe (1988, 2001, 2005) i również pod tym względem jest absolutną rekordzistką kraju.
Czterokrotnie uczestniczyła w turniejach międzystrefowych (eliminacji mistrzostw świata), nie osiągając sukcesu w postaci awansu do grona pretendentek (najlepszy wynik: Smederevska Palanka 1987 – X miejsce). Wystąpiła w wielu międzynarodowych turniejach, zwyciężając bądź dzieląc I miejsca m.in. w Belgradzie (1988, przed Nino Gurieli i Nataszą Bojković; 1990, dz. I m. z tymi samymi szachistkami), Brnie (1989, przed Ildiko Madl), Atenach (1990, przed Martą Lityńską i Tatianą Lemaczko), Budapeszcie (1991, przed Hanną Ereńską-Radzewską), Biel/Bienne (1991, turniej otwarty), Dreźnie (1992), Timișoarze (1993, turniej strefowy), Chrudimie (1994, przed Vesną Misanović i Danielą Nuțu-Gajić) oraz w Atenach (2003, turniej Acropolis, dz. I m. wraz z Jeleną Dembo).
Sukcesy odnosiła również w kategorii „weteranek” (zawodniczek powyżej 50. roku życia), w 2013 zdobywając w Płowdiwie tytuł indywidualnej mistrzyni Europy.
Najwyższy ranking w dotychczasowej karierze osiągnęła 1 stycznia 1995, z wynikiem 2390 punktów dzieliła wówczas 18-19. miejsce na światowej liście FIDE, jednocześnie zajmując 1. miejsce wśród bułgarskich szachistek.